# سد السلطان

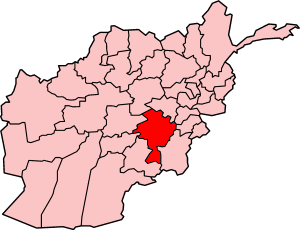
موقع ولاية غزنة في أفغانستان

سد السلطان (بالإنجليزية: Sultan Dam)‏ أو فرقة سلطان (بالإنجليزية: Band-e Sultan)‏ هو سد يقع على نهر غزنة في مقاطعة غزني في أفغانستان.  اعتبارًا من أبريل 2013، استخدم السد لري 15000 هكتار من الأراضي. يُعتقد أن لديه القدرة على تلبية احتياجات الكهرباء لـ 50000 أسرة. للسد أهمية كبيره لسكان غزنة ومحافظة ميدان وردك المجاورة. يُعتقد أنه بني لأول مرة خلال العصر الغزنوي في القرن العاشر، تخليداً لذكرى السلطان محمود غزني.